# VK 4502 (P)
VK 4502 (P) – projekt niemieckiego ciężkiego czołgu z okresu II wojny światowej, który brał udział w konkursie na następcę Tygrysa I.

## Historia
Autorem projektu VK 4502 (P) był Ferdinand Porsche (stąd literka „P” w oznaczeniu prototypu). Czołg opracowywany był w dwóch wariantach – klasycznym VK 4502 (P) Ausf. A i VK 4502 (P) Ausf. B (z wieżą umieszczoną u tyłu kadłuba). Wyposażono go w mobilne (w przypadku Ausf. A – Ausf. B był prawie dwukrotnie cięższy), aczkolwiek stosunkowo drogie w produkcji i eksploatacji podwozie i nietypowy, hydrauliczny układ napędowy. Pierwsze prace nad pojazdem rozpoczęły się w 1942 roku. Wieże dla pojazdu wytworzyć miała firma Krupp.
Mimo przegranego kontraktu (zbudowano tylko drewniane makiety czołgów), Porsche starał się dalej rozwijać swój projekt, by zaimponować nazistowskim dygnitarzom i przygotować czołg mający bezproblemowo konkurować nawet z najpotężniejszymi maszynami aliantów. Zwiększony został m.in. poziom opancerzenia. Prowadzono także testy nad zastosowaniem elektrycznego układu napędowego. Ostatecznie projekt został anulowany, mimo iż pod kątem parametrów bojowych, nie odstawał od zwycięskiego projektu Henschla.